# Michail Nikolaevič Lermontov
Michail Nikolaevič Lermontov, (in russo: Михаил Николаевич Лермонтов) (15 gennaio 1792 – 29 luglio 1866), è stato un ammiraglio russo.

## Carriera
Figlio di Nikolaj Petrovič Lermontov, combatté nella guerra russo-svedese (1808-1809) e nel 1809 si diplomò presso il Corpo dei Cadetti della Marina con il grado di guardiamarina. Partecipò alla guerra del 1812, combattendo nella battaglia di Smolensk (1812) e nella battaglia di Borodino.
In seguito combatté nella battaglia di Kulm. Durante la battaglia di Lipsia e nell'assedio di Parigi, venne promosso a tenente. Durante la guerra russo-turca (1828-1829), venne coinvolto nell'assedio di Varna e venne promosso al grado di capitano.
Nel 1831 fu nominato comandante della nave "Katzbach". Nello stesso anno è stato nominato comandante del porto di Libava.
Nel 1832 venne nominato vice direttore dell'ispettorato del Dipartimento di stato maggiore della Marina. Nel 1837 venne promosso al grado di contrammiraglio.
Nel 1848 è stato nominato comandante del porto di Sveaborg e governatore militare. Durante la guerra di Crimea, si distinse nella difesa Sveaborg. Nel 1860 venne promosso al grado di ammiraglio.

## Matrimonio
Sposò la Emilia Feodorovna Stewart, ed ebbero cinque figli:
- Elizaveta Michajlovna (1834-?)
- Sof'ja Michajlovna (1836-1909)
- Aleksandr Michajlovič (1838-1906)
- Michael Michajlovič (1841-?)
- Konstantin Michajlovič (1849-1897)